# Mount Bellenden Ker
Der Mount Bellenden Ker ist mit einer Höhe von 1593 m der zweithöchste Berg in Queensland, Australien. Benannt ist er nach dem Botaniker John Bellenden Ker. Der Berg liegt 60 km südlich von Cairns bei Babinda. Er befindet sich in Nachbarschaft zum Mount Bartle Frere, dem höchsten Berg in Queensland, der ebenso ein Teil der Bellenden Ker Range ist, die auch Wooroonooran Range genannt wird. Die beiden Berge dominieren das Gebiet der Josephine Falls im Wooroonooran-Nationalpark. Beide Berge bestehen aus widerstandsfähigem Granit und sind Relikte einer Felswand, die durch den Einfluss des Russell und Mulgrave River erodierte.

## Zugang
Auf dem Mount Bellenden Kerr befinden sich mehrere Fernsehtürme. Die einzige Zugang zu den Fernsehtürmen und zum Gipfel erfolgt durch eine in privatem Besitz befindliche Seilbahn.

## Geschichte
Im Jahr 1873 unternahm Walter Hill, der erste Botaniker den die Kolonialregierung von Queensland einsetzte, eine Expedition in den Norden von Queensland, um Pflanzen zu sammeln und einen Abstecher zum Mount Bellenden Ker zu machen. Im selben Jahr erklomm Robert Arthur Johnstone den Gipfel, als er die Küstenlandschaft südlich von Cooktown mit George Dalrymple erkundete. Eine weitere Gipfelexpedition führte Archibald Meston (1851–1924) im Frühjahr von 1889 durch.

## Umwelt

### Niederschlag
Messungen auf dem Gipfel des Berges ergeben einen durchschnittlichen jährlichen Niederschlag von 8312 mm, was die dortige Meteorologische Station zur regenreichsten Australiens macht. Sie maß den höchsten Niederschlagsrekord im Kalenderjahrs 2000 mit 12.461 mm und den höchsten australischen Wert eines Kalendermonats mit 5387 mm im Januar 1979.
2006 fielen mit einer jährlichen Niederschlagsmenge von 9800 mm mehr Niederschläge als in allen anderen Regionen Australiens. Dies resultierte hauptsächlich aus zwei massiven tropischen Zyklonen, die sich nah am Berg vorbeibewegten. In 2010, dem Niederschlag reichsten Jahr seit Einführung von Regenmessungen in Queensland, berichtete die Meteorologische Station, die sich auf der Bergspitze befindet, von jährlichen Niederschlägen von 12.438 mm – knapp unter der 2000er Messung.

### Vogelwelt
Der Mount Bellenden Ker liegt im Gebiet der Wooroonooran Important Bird Area, die durch die BirdLife International für schützenswert erklärt wurde, weil sich dort endemische Vogel-Populationen der Queensland’s Wet Tropics befinden.